# Монархистская лига Канады
Монархи́стская ли́га Кана́ды (англ. Monarchist League of Canada) — некоммерческая организация, пропагандирующая благожелательное отношение к конституционной монархии в Канаде, а также верность и уважение к монарху Канады. Она насчитывает 17 000 членов и работает по всей Канаде. Лига была основана в 1970 Джоном Эймерсом и Гэри Тоффоли. Монархистская лига Канады также занимается просвещением на тему конституции Канады и современной юридической и символической роли монарха Канады.

## Отделения и контактные группы

- Новая Шотландия: Галифакс, Аннаполис-Вэлли, графство Пикту, Нортамберленд, Юго-Запад Новой Шотландии
- Нью-Брансуик: Сент-Джон, графство Сассекс/Кингс
- Квебек: Город Квебек с округом, Монреаль
- Онтарио: Оттава, Белвилл, Питерборо, Барри-Симко, Торонто, Гамильтон с округом, область Ниагары, Гуэлф-Гранд-Ривер, Уотерлуский университет, Университет Уилфрида Лорье, графство Брант, Лондон, Уинсор, Северо-Западная Онтарио
- Манитоба: Виннипег
- Саскачеван: Южный Саскачеван (Реджайна), Северный Саскачеван (Саскатун)
- Альберта: Калгари, Северная Альберта
- Британская Колумбия: Ванкувер, Виктория, Центр острова Ванкувер, Кортни-Комокс-Вэлли